# Shoji Nishio
Shoji Nishio (5 de diciembre de 1927 - 15 de marzo de 2005) fue maestro de Aikido, donde obtuvo el grado de 8° dan, por Aikikai Hombu Dojo, aunque también estudio iaido (7° dan), karate (4° dan) y judo (4° dan).
Su conocimiento de distintas artes marciales lo ayudó a implementar un tipo de aikido con un alto grado de marcialidad y con aplicaciones directas de espada (ken) y bastón (jo). En el aikido Nishio el entrenamiento mano a mano ayuda se complementa con las técnicas de espada y bastón, así como con técnicas de iaido para comprender su movimiento y de ahí regresar al movimiento mano a mano.
El estilo de aikido Nishio está reconocido dentro de Aikikai Hombu Dojo, por lo que sus practicantes son reconocidos por esta organización.

## Trayectoria deportiva

### Comienzos
Shoji Nishio nació el 5 de diciembre de 1927 en la prefectura de Aomori en Japón. Cuando era adolescente, se mudó a Tokio donde empezó a trabajar en el Ministerio de Finanzas, poco antes de iniciar la Segunda Guerra Mundial. Por esos días, empezó a entrenar judo en el dojo de Kodokan, donde llegó a obtener el grado de 4° Dan. Poco después de la guerra tuvo que dejarlo. Como complemento del Judo, Nishio empezó a practicar karate bajo la tutela de Yasuhiro Konishi, fundador de Shindo Jinen Ry, con él también obtuvo el 4° dan.
Yasuhiro Konishi era el principal promotor del karate en Japón y conoció a Morihei Ueshiba en los años 30, porque practicó con él varios años, llegando incluso a decir que era "el más grande artista marcial que había conocido". Fue gracias a esta conexión que Nishio, de apenas 25 años, escuchó sobre Morihei Ueshiba. Toyosaku Sodeyama, uno de los instructores del dojo de Konishi, mencionó que conocía a alguien que "se movía como un fantasma". Años después, Nishio señaló que le sorprendía que hubiera alguien que el propio Sodeyama no pudiera golpear. Fue así que Nishio se interesó en conocer el aikido. Fue al dojo de Ueshiba y se inscribió y no regresó nunca más al karate.
En aquel entonces, las clases estaban a cargo de Kisshomaru Ueshiba y Koichi Tohei y había pocos estudiantes, ya que las condiciones en Japón eran todavía precarias y mucha gente no tenía ni para comer, por lo que sólo unos cuantos "aficionados" a las artes marciales iban a entrenar. Pasó casi año y medio para que Nishio conociera personalmente a O Sensei y quedara deslumbrado por el uso de la espada y el bastón. Usehiba daba muy poca explicación sobre el uso de la espada en el aikido y Nishio sentía mucha curiosidad, por lo que preguntaba a sus maestros, pero ellos poco podían aclarar sus dudas.
Fue así que en 1955 Nishio empezó a practicar iaido  con Shigenori Sano (10° dan en Muso Jikiden Eishin-ryu), y Jodo con Takaji Shimizu (director de Shindo Muso-ryu).
Estos estudios, junto con los previos en karate y judo le permitieron a Nishio desarrollar de forma diferente las técnicas del aikido, permitiendo movimientos más marciales y eficientes.

### Trayectoria como instructor
Shoji Nishio empezó a dar clases en Hombu dojo, pero también fuera de ahí. En 1958 recibe el 5° dan. Para ese entonces, el aikido comenzaba a popularizarse y Nishio empezó a dar más clases fuera de Hombu Dojo, ya que, para algunos instructores, era difícil entender el tipo de aikido que él hacía. Sin embargo, siempre mantuvo buena relación con Aikikai y en 1976 recibió el 8° dan.
En 1980, a los 53 años, Nisho se retira del trabajo en el gobierno y se dedica únicamente a difundir sus ideas sobre el aikido en países como Francia, Dinamarca, EE. UU., Suiza, República Checa, Alemania y México, siendo este el único país latinoamericano en donde se practica su estilo.
En el año 2000 publica su libro Yurusu Budo (El Aikido del perdón) en donde explica su método de entrenamiento y sus vínculos con los principios de la no agresión. El libro no apareció sino hasta un año después de su muerte y él explica que no hubiera querido escribirlo, porque eso implica fijar las técnicas del aikido, que en realidad son fluidas y están cambiando constantemente. 
En 2003, La Organización Japonesa de Artes Marciales le otorgó el Premio de las Artes Marciales en el Budokan hall de Tokio por sus contribuciones al Budo.
Shoji Nishio falleció a la edad de 77 años, el 15 de marzo de 2005.

## La técnica
El estilo Nishio de aikido difiere ligeramente del estilo estándar o estilo aikikai, aunque sustancialmente es el mismo, razón por la cual sigue perteneciendo a esta asociación.
Se enfatiza el uso de la espada (ken) y el bastón (jo) para lograr la comprensión de los principios del movimiento en las técnicas de mano libre, así como se utilizan los principios de la técnica de mano libre para comprender el uso de la espada y el bastón. Estos tres elementos conforman, entonces, una sola unidad. Se aprende a usar el boken para entender el jo y el movimiento mano a mano; después, el jo para entender el boken y el mano a mano y, por último, el mano a mano para entender el boken. Estos tres momentos son una unidad. Esto es lo que hace único al estilo Nishio.
Ciertamente, todos los estilos de aikido utilizan boken y jo, pero solo en el estilo Nishio, las técnicas que se pueden hacer mano a mano, se pueden hacer también con boken y jo. Es decir, en otros estilos de aikido se practican, por ejemplo, desarmes contraataque de boken, pero no se practican las técnicas de mano a mano (ikkio, nikkio, kotegaeshi, shihonage, etc.) teniendo el boken en la mano del practicante (no del atacante). Esto es lo más distintivo del estilo Nishio de aikido.
Falta un elemento más, el Iaido. Shoji Nishio desarrolló un estilo de iaido propio para comprender los fundamentos del movimiento de la espada y ayudar a comprender los movimientos del aikido.
Gracias a esta influencia del iaido, en el aikido de Nishio la posición de los pies es paralelos, a diferencia de la posición tradicional de aikikai que es en posición T, es decir, uno mirando hacia enfrente y el otro mirando hacia afuera, en un ángulo de 45°.
De igual manera, gracias a la práctica con el boken, en el estilo Nishio se hace un pequeño ajuste en la entrada con el cuerpo y el pie de enfrente que no se practica en otros estilos y que aleja el hombro del oponente de tal manera que le impide alcanzarnos en caso de intentar golpear.
Por otra parte, el estilo Nishio hace mucho énfasis en el enfoque marcial, en la eficacia de la técnica. Gracias al estudio del karate, el estilo Nishio hace mucho énfasis en los atemi o golpes preventivos. El practicante siempre está atento y listo para entrar o golpear, aunque de hecho no lo haga.
Por todas estas innovaciones, Stanley Pranin ha dicho de Nishio que es el gran innovador del aikido.

## Aikido Toho Iai
El Nishio Ryu Iaido o Aikido Toho Iai es un estilo de iaido creado por Shoji Nishio pensando específicamente en las necesidades del aikido. Las katas de este estilo utilizan los mismos movimientos que se utilizan en las técnicas mano a mano, de ahí que al practicarse constantemente, se comprende con mayor claridad por qué se hacen los movimientos como se hacen y no de otra manera. Un ejemplo es la técnica shihonage, en la cual, gracias al movimiento de la espada que es un corte diagonal (kesagiri) se comprende que el movimiento de la mano no debe ser vertical hacia abajo, sino diagonal.
El Aikido Toho Iai consta de 15 katas que son:
1. Shohatto Maegiri
2. Ukenagashi Ikkyo
3. Ushirogiri Kaitenage
4. Zengogiri Shihonage
5. Sayugiri Shihonage
6. Tsukaosae Nikyo
7. Tekubiosae Nikyo
8. kawashitsuki Sankyo
9. Tsukekomi Kotegaeshi
10. Tsume Iriminage
11. Sampou Sankyo
12. Shihou Shihonage
13. Nukiawase Gokyo
14. Todome Yonkyo
15. Suemono Giri

A excepción de la primera y la última katas, las otras 13 tienen dos nombres, el primer corresponde a la técnica de iaido y la segunda a su correspondiente de aikido.

## Herederos
Sensei Nishio tuvo muchos alumnos, algunos de los cuales aún están en activo, enseñando este estilo alrededor del mundo.
- Koji Yoshida (representante oficial del aikido Nishio en EE. UU., Francia y Ucrania).
- Izumi Tauchi (representante oficial en México).
- Takao Arisue (represente oficial en Dinamarca).[5]
- Jean Michel Bovio.[6]
- Masanobu Kuribayashi.
- Thomas  Huffman.
- Paul Muller.
- Bernardo Guillermo Hoffner Long